# Dinamarca en los Juegos Olímpicos de Albertville 1992
Dinamarca estuvo representada en los Juegos Olímpicos de Albertville 1992 por un total de 6 deportistas que compitieron en 3 deportes.  
El portador de la bandera en la ceremonia de apertura fue el esquiador de fondo Ebbe Hartz. El equipo olímpico danés no obtuvo ninguna medalla en estos Juegos.